# Mina Vulture

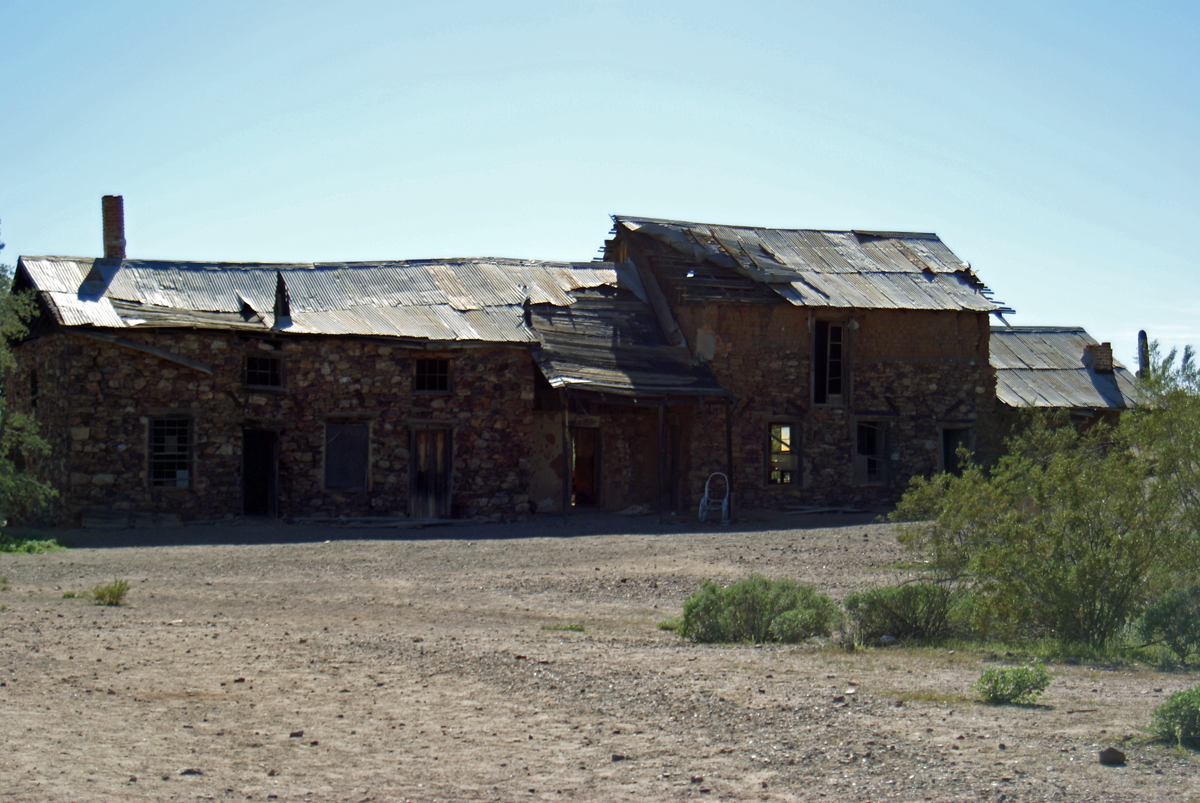
Uno de los edificios de Vulture City, la aldea cercana a la mina.

La Mina Vulture era una mina de oro y un asentamiento situado en el Condado de Maricopa, en el estado de Arizona, en los Estados Unidos. La mina se creó en 1863 y se convirtió en la mina de oro más productiva en la historia de Arizona. De 1863 a 1942, la mina produjo 340.000 onzas de oro y 260.000 onzas de plata. Históricamente, la mina atrajo a más de 5.000 personas a la zona, y se le atribuye la fundación de la ciudad de Wickenburg, Arizona. 

## Historia
La mina Vulture, que en verdad se llama Mina Buitre, comenzó cuando un prospector de fiebre de oro de California, Henry Wickenburg, descubrió un yacimiento de cuarzo que contenía oro y comenzó a minar el afloramiento del mismo. El depósito se vendió más tarde a Benjamín Phelps, quien representó a un grupo de inversionistas que eventualmente organizados bajo el nombre de Compañía Minera Buitre.
El desierto que rodea el Vulture Mine no le dio mucho en la forma de los productos, por lo que un individuo emprendedor con el nombre de Jack Swilling entró en el valle de Phoenix y volvió a abrir los canales de riego que dejaron los pueblos originarios. La agricultura fue traída de vuelta al valle y una ruta de grano fue establecida. Esta ruta de grano todavía existe hoy en día bajo el nombre de Grand Avenue. Phoenix creció alrededor del centro agrícola generado por las necesidades de la mina de buitre. 
En 1942, la mina Buitre fue cerrado por una agencia reguladora para el procesamiento de oro. Esto fue una violación a la vez porque todos los recursos debían centrarse en el esfuerzo de guerra. La mina apeló la orden de apagado y vuelto a abrir, pero con menos vigor. Unos años más tarde la mina se cerró definitivamente.
Hoy la mina es de propiedad privada, pero se ofrecen visitas. Cada dos horas, a través de un camino de tierra, se permiten paseos guiados en la Mina Vulture y ofrece una visión de los tiempos antiguos a través de un recorrido por algunos de los edificios restantes de un pueblo minero, llamado Vulture City, que estuvo una vez en auge.

## Geografía
Vulture Mine se encuentra en las coordenadas 33°49′18″N 112°50′09″O / 33.82167, -112.83583., y es el número 355 de la Avenida Wickenburg, su código postal AZ 85390.
Aunque está en pleno desierto, la Mina Vulture goza de haber sido la mina donde hubo más frío en invierno, ya que estuvo cerca de los 35 °C, batiendo el récord de la mina más fría de Arizona. Durante las inundaciones, gran parte de la carretera que comunica la mina con la localidad de Wickenburg queda inundada, y es imposible acceder a la Mina Buitre, por lo que es aconsejable ir en verano o en invierno.

## Sucesos paranormales
Desde que se cerró el pueblo, tanto los propietarios como los visitantes han admitido sentir la presencia de fantasmas y espíritus. En el año 2001, se lograron captar psicofonías desde una de las cabañas. En 2010, la serie televisiva Buscadores de Fantasmas (en inglés Ghost Adventures) visitaron el pueblo y se encerraron para amanecer al día siguiente con pruebas sobre los fenómenos paranormales del pueblo. 